# Norbert Angermann
Norbert Angermann (* 2. November 1936 in Forst (Lausitz)) ist ein deutscher Historiker.
Norbert Angermann studierte Germanistik und Geschichte an der Humboldt-Universität in Ost-Berlin und an der Universität Hamburg. Er wurde 1970 promoviert. Sein akademischer Lehrer war Paul Johansen. Angermann war von 1977 bis 2002 Professor für osteuropäische Geschichte an der Universität Hamburg. Zu seinen akademischen Schülern gehört Sandra Dahlke.
Er beschäftigt sich mit der mittelalterlichen und frühneuzeitlichen baltischen Geschichte, speziell mit der Geschichte Livlands, und den deutsch-russischen Beziehungen im Mittelalter und in der Frühen Neuzeit. Angermann gab neben seinen eigenen Werken zahlreiche Bücher und mehrere Buchreihen heraus, so neben Robert Auty (Band 1) und Robert-Henri Bautier (Bände 2 bis 5) die Bände 6 bis 9 des Lexikon des Mittelalters. Er lebt in Buchholz in der Nordheide.
Er ist auswärtiges Mitglied der Akademie der Wissenschaften Lettlands (1992), Ehrenmitglied der Baltischen Historischen Kommission (2009) und Träger des estnischen Ordens des Marienland-Kreuzes (für Wissenschaftler vorgesehene IV. Klasse) (2017).

## Schriften (Auswahl)
Monographien
- Studien zur Livlandpolitik Ivan Groznyjs. Dissertation. Herder-Institut, Marburg (Lahn) 1972, ISBN 3-87969-098-7.
- Die baltischen Länder. Ein historischer Überblick. Nordostdeutsches Kulturwerk, Lüneburg 1990.
- Die Deutschen in Litauen. Ein geschichtlicher Überblick. Nordostdeutsches Kulturwerk, Lüneburg 1996, ISBN 3-922296-98-X.
- mit Karsten Brüggemann: Geschichte der baltischen Länder. Reclam, Ditzingen 2018, ISBN 978-3-15-011167-3.

Herausgeberschaften
- Deutschland – Livland – Russland. Ihre Beziehungen vom 15. bis zum 17. Jahrhundert. Beiträge aus dem Historischen Seminar der Universität Hamburg. Nordostdeutsches Kulturwerk, Lüneburg 1988, ISBN 3-922296-35-1.
- mit Ilgvars Misāns: Wolter von Plettenberg und das mittelalterliche Livland. Nordostdeutsches Kulturwerk, Lüneburg 2001, ISBN 3-922296-89-0.
- mit Paul Kaegbein: Fernhandel und Handelspolitik der baltischen Städte in der Hansezeit. Nordostdeutsches Kulturwerk, Lüneburg 2001, ISBN 3-932267-19-2.
- mit Klaus Friedland: Novgorod. Markt und Kontor der Hanse. Böhlau, Köln u. a. 2002, ISBN 3-412-13701-4.
- mit Michael Garleff, Wilhelm Lenz: Ostseeprovinzen. Baltische Staaten und das Nationale. Festschrift für Gert von Pistohlkors zum 70. Geburtstag. (= Schriften der Baltischen Historischen Kommission. Band 14). LIT, Münster 2005, ISBN 3-8258-9086-4.
  - darin: Norbert Angermann: Carl Schirrens Vorlesungen über die Geschichte Livlands. S. 213–226.
- mit Robert Auty, Robert-Henri Bautier: Lexikon des Mittelalters. Metzler, Stuttgart, Weimar, ISBN 3-476-01742-7.